# اگنس ایروینگ (۱۸۶۲)
اگنس ایروینگ (۱۸۶۲) (به انگلیسی: Agnes Irving (1862)) یک کشتی بود که طول آن 62.02  m بود. این کشتی در سال ۱۸۶۲ ساخته شد.